# Monique Boucher
Monique Boucher (...) è una modella francese, vincitrice del titolo di Miss Charente 1965 e Miss Francia 1966 in sostituzione della rinunciataria Michèle Boule.